# Ladybrand
Ladybrand est une petite ville rurale d'Afrique du Sud, située dans la province de l'État-Libre, à 18 km de Maseru, la capitale du Lesotho. 

## Démographie
Selon le recensement de 2011, la commune de Ladybrand compte 4 218 habitants dont 41,25 % sont des blancs, essentiellement afrikaners, et 37,22 % sont issus des communautés noires. La langue maternelle majoritairement parlé à Ladybrand est l'afrikaans (40,92 %) devant le sesotho (31,11 %) et l'anglais (20,36 %).
La zone urbaine, comprenant le village de Ladybrand et le township de Manyatseng (21 598 habitants, 98,39 % de noirs) compte cependant 25 816 résidents (88,4 % de noirs, 6,8 % de blancs). Le sesotho est alors la langue maternelle prédominante dans cette zone urbaine (81,2 % de locuteurs). 

## Historique
Fondée le 13 juin 1867 dans la république boer de l'État libre d'Orange, Ladybrand porte le nom de Lady Catharine Brand, la mère du président Johannes Henricus Brand et épouse de Sir Christoffel Joseph Brand (1797-1875), premier speaker de l'assemblée législative de la colonie du Cap, de 1854 à 1873.
Ladybrand tomba sous le contrôle des Britanniques en 1900, durant la seconde guerre des Boers. 

## Administration
Depuis 2000, Ladybrand forme avec les communes et townships de Borwa, Dipelaneng, Excelsior, Hobhouse, Mahlatswetsa, Mantsopa NU, Manyatseng, Thaba Phatswa et Tweespruit la municipalité locale de Mantsopa regroupant 51 056 habitants (selon le recensement de 2011).

## Personnalités liées à Ladybrand
- Charles Swart (1894-1982), membre du parlement pour Ladybrand (1923-1938), ministre et président de l'État de la République d'Afrique du Sud de 1961 à 1967
- Nicolaas Havenga (1882-1957), membre du parlement pour Ladybrand (1948-1955) et ministre des finances (1929-1934 et 1948-1954).
- Nicolaas Johannes Diederichs (1903-1978), homme politique sud-africain né à Ladybrand, ministre et président d'État de la république d'Afrique du Sud de 1975 à 1978.
- Kobie Coetsee (1931-2000), avocat, homme politique et ministre sud-africain né à Ladybrand.
- Louis Le Grange (1928-1991), homme politique et ministre sud-africain, né à Ladybrand